# HMS Swiftsure (1787)
El HMS Swiftsure fue un navío de línea británico de 74 cañones de la clase Elizabeth construido en los astilleros de Deptford en 1784. Sirvió primero a la Royal Navy, participando en la Batalla del Nilo en 1798. Fue capturado por la Marina francesa en la Acción del 24 de junio de 1801. Sirvió bajo pabellón francés hasta octubre de 1805, cuando fue capturado de nuevo por la Royal Navy en la batalla de Trafalgar. De nuevo bajo órdenes del mando británico, sirvió  hasta enero de 1816, momento en que fue desguazado.

## Al servicio de laRoyal Navy
El navío de línea se empezó a construir en los astilleros de Deptford en mayo de 1784, siendo terminado en abril de 1787. Comisionado en un principio en el propio Deptford un mes después de finalizar, fue traspasado a Woolwich el 21 de agosto de ese año.
Su primer capitán fue James Wallace, que tomó el mando en junio de 1790. Realizó diversos servicios de patrulla en el Canal de La Mancha. En 1793 fue traspasado al mando del capitán Charles Boyes. El HMS Swiftsure sirvió en la flota del almirante de la Royal Navy Sir Robert Kingsmill en la campaña de Irlanda de 1794.
En la Acción del 7 de mayo de 1794, el HMS Swiftsure capturó a la fragata francesa Atalante, después de una persecución al oeste de la isla de Irlanda de más de 39 horas. En el combate, el navío le infligió al barco francés 10 muertos y 32 heridos. Ambas naves regresaron al puerto de Plymouth para ser reparados. El Atalante engrosó las filas de la Royal Navy con el nombre de HMS Espion.
Tras un breve viaje a Jamaica en mayo de 1795, a su regreso a Inglaterra fue puesta bajo el mando de varios capitanes. Primero Robert Park, al que le sucedieron Arthur Phillips, John Irwin y Benjamin Hallowell. Bajo estos tres últimos, destinado en el puerto de Portsmouth.

### Batalla del Nilo

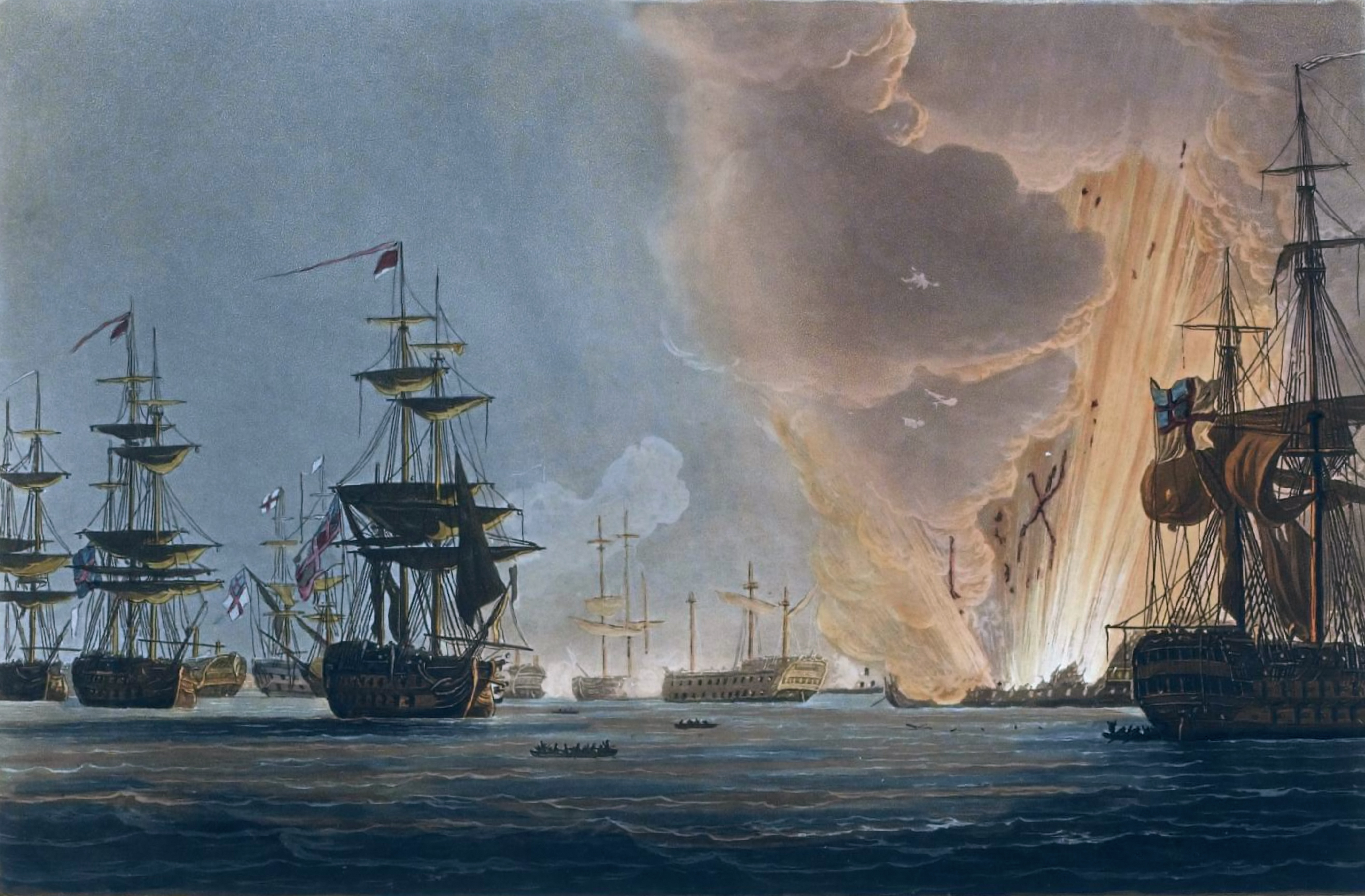
Batalla del Nilo, 1 de agosto de 1798, Thomas Whitcombe (1816) Museo Marítimo Nacional. El HMS Swiftsure consiguió causar fuego al L'Orient, que acabó explotando.

Hallowell seguía al mando del HMS Swiftsure en 1798 cuando se le ordenó unirse a la escuadra de Horatio Nelson, que pretendía cercar a la marina francesa en el puerto de Tolón. La flota de Napoleón asaltó la isla de Malta y se dirigió hasta Creta, camino de Alejandría (Egipto). Nelson persiguió a la flota, que fue localizada en la bahía de Abukir el 1 de agosto. En esos momentos, tanto el HMS Swiftsure como el HMS Alexander se encontraban alejados del grueso de la formación británica, en Alejandría en misión de espionaje a los franceses. La flota de Nelson no tenía conocimientos de la zona de Abukir, salvo un pequeño bosquejo que el mismo HMS Swiftsure había conseguido de un capitán mercante.
Cercana la hora de entrar en batalla, el HMS Swiftsure y el HMS Alexander seguían estando lejos del grueso de Nelson, al oeste, por lo que se aprestaron a unirse a la escuadra rápidamente. En el orden de batalla, se situó a la popa del Franklin y a la popa del Orient. Después de horas de asedio con los cañones, el HMS Swiftsure consiguió volar la santabárbara del Orient, que explotó haciéndole daño de metralla en el casco del barco.
Tras la victoria británica, el 8 de agosto se encomienda Hallowell la orden de destruir las últimas resistencias británicas de la zona. Dos días después, el 10 de agosto, el HMS Swiftsure leva anclas y encuentra y captura a la corbeta francesa de 16 cañones Fortune.
Tras la batalla del Nilo, el HMS Swiftsure se mantuvo en el Mediterráneo encuadrada en la escuadra de Samuel Hood, antes de zarpar con órdenes de unirse a la flota de Horatio Nelson en Palermo. Luego se unió a la escuadra de Thomas Troubridge y se embarcó al puerto de Nápoles el 31 de marzo de 1799. Fue enviada la nave a la ciudad de Procida para restaurar el régimen monárquico. El 7 de agosto, el HMS Swiftsure se dirigió a Civitavecchia, en la que el capitán Hallowell consigue la rendición de la guarnición francesa de la ciudad. Posteriormente, el navío recibió órdenes en Gibraltar de dirigirse al puerto de Lisboa, donde llegó el 30 de noviembre.

### Captura
El 24 de junio de 1801, el HMS Swiftsure se encontraba cerca de Derna (Libia) cuando se topó con una escuadra francesa dirigida por el contraalmirante Honoré Ganteaume, mucho mayor en lo que respecta a tamaño, y que también estaba regresando hacia el oeste tras fracasar en el intento de reabastecer a la guarnición francesa atrapada en Egipto. A pesar de que Hallowell se percató de inmediato de que su buque estaba en peligro y viró para tratar de escapar, los navíos franceses eran mucho más rápidos y consiguieron acercarse velozmente al suyo. 
Los barcos franceses siguieron al HMS Swiftsure a sotavento, lo que complicó su persecución. Los navíos franceses Jean Bart y Constitution mantuvieron la presión sobre el lento navío británico, mientras que el resto de la escuadra de Ganteaume se aprovechó del viento para adelantarse a la persecución que estaba en curso, antes de cruzarse en la trayectoria que Hallowell tenía previsto seguir. Las fuerzas dirigidas por Ganteaume se adelantaron al barco británico y después se lanzaron hacia él. Hallowell intentó enfilar la nave hacia el barco más retrasado de la posición francesa, con el objetivo de inutilizarlo y ganar tiempo entre el desconcierto. No obstante, los franceses, que se percataron de la maniobra, lanzaron a discreción sobre la nave, que sufrió importantes daños materiales en mástiles, aparejos y velas. El HMS Swiftsure, ante la superioridad francesa, rodeado por el Indivisible y el Dix-Août acabó arriando la bandera blanca de rendición.
El HMS Swiftsure pasó a formar parte de la flota de Ganteaume, que se dirigía a Tolón. Ganteume usó este botín de guerra como excusa de su fracaso a la hora de reforzar la situación naval en Egipto. Hallowell y los soldados británicos fueron hechos prisioneros y liberados un mes después. No obstante, el 18 de agosto de 1801, tanto él como los marineros, se enfrentaron a una corte marcial a bordo del HMS Genereux en el puerto de Mahón, en la isla de Menorca, con el fin de investigar la pérdida de su barco. Todos los cargos fueron desestimados.

## Al servicio de la Marina francesa
Renombrado como Swiftsure, el nuevo navío en línea francés participó en la expedición que Napoleón mandó a Santo Domingo en 1801. En el transcurso de su viaje, en el Caribe, el gobernador de Santo Domingo, general Carlos Víctor Leclerc, cuñado de Bonaparte, fallece a causa de fiebre amarilla, dejando viuda a Paulina Bonaparte, hermana pequeña del que será futuro emperador. Nuevos cambios se iban a suceder en la colonia. Por orden de Napoelón, la esclavitud volvía a ser legal. El sucesor de Leclerc en el cargo, Donatien-Marie-Joseph de Vimeur, vizconde de Rochambeau, comenzó una masacre de esclavos negros en el archipiélago, buscando ahogarlos y arrojarles al mar desde los barcos que habían sido desplazados hasta la posición, entre ellos desde el Swiftsure. 
En su regreso a Europa, trajo los restos del general Carlos Víctor Leclerc, muerto de fiebre amarilla, y a su viuda, Paulina Bonaparte, hermana pequeña del que sería futuro emperador.
Más tarde, en 1805 se unió a la flota del vicealmirante Villeneuve para navegar hacia las Antillas, bajo el mando de Charles-Eusèbe Lhospitalier de la Villemadrin. Burló el cerco de Horatio Nelson con el resto de la flota, recaló en Cartagena de camino a Cádiz y finalmente en la isla de Martinica, donde junto al resto de la flota hispanofrancesa debía enviar un contingente de soldados franceses para conquistar posiciones británicas en el Caribe. Villeneuve esperaba la flota de ayuda que tenía que liderar Honoré Joseph Antoine Ganteaume. 
Lo que Villeneuve desconocía era que ésta se encontraba bloqueada por los ingleses en el puerto de Brest, en la costa atlántica francesa. La flota realizó diversas escaramuzas en la región capturando pequeños buques británicos. Pronto llegaron noticias de que Nelson había recalado en Barbados en su busca y captura, por lo que se decidió regresar a Europa, haciéndose de nuevo a la mar el 11 de junio.
A su llegada a Europa, la flota se encontró a la altura del cabo Finisterre un convoy británico al mando del vicealmirante Robert Calder, con quien se enfrentó el 19 de julio de 1805 en la batalla de Finisterre. En el orden de batalla, Villeneuve dispuso al Swiftsure cerca de retaguardia, en el puesto decimosexto. Tuvo una escasísima intervención en la batalla, sin muertos ni heridos. Junto al resto de la flota consiguió llegar a Finisterre a los pocos días y a Cádiz a finales de agosto, donde recaló hasta partir en octubre a cabo de Trafalgar.

### Batalla del cabo Trafalgar

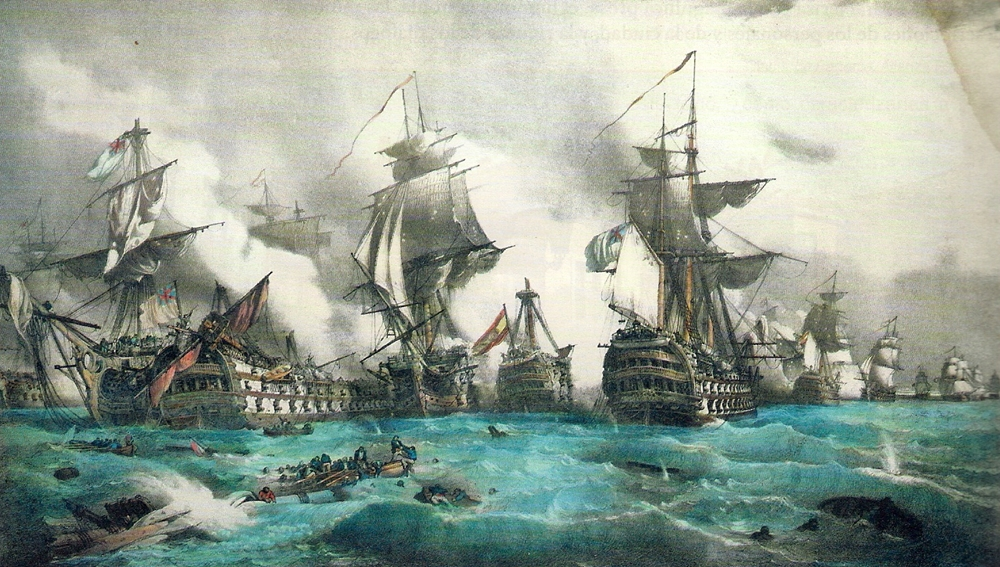
Batalla de Trafalgar.

El Swiftsure se hizo a la mar el 19 de octubre de 1805 junto al resto de la flota conjunta franco-española con 755 hombres. En la disposición de batalla, el navío tuvo el honor de ser el buque insignia de la segunda división de la escuadra de observación, por delante del resto de navíos que la conformaban: los navíos de línea Argonauta, Algeciras, Montañés, Aigle,  Bahama y la fragata francesa Hermione.
Durante el combate, fue disparado continuamente por el HMS Colossus, quien le hizo importantes heridas en el casco y logró destruir el principal mastelero del barco. El navío intentó escapar de la situación, apoyado por el Bahama, que hacía fuego sobre el HMS Colossus. Después de recuperar la iniciativa, la tripulación del barco volvió a hacer fuego contra el buque inglés. Una situación que se presentaba ventajosa para los franceses y que se vio truncada al aparecer en el escenario Edward Codrington y su HMS Orion, quien pasó por su popa y lanzó una andanada de cañones que reventó gran parte del palo mayor, la cofa, el corononamiento y las armas de fuego de la cubierta. Un certero impacto que acabó desarbolando al navío francés, que tuvo 68 muertos, entre ellos el capitán de la Villemadrin, y 123 heridos.
Después de la batalla, el HMS Dreadnought enganchó varios cabos al Swiftsure para trasladarlo al puerto de Gibraltar como botín de guerra. No obstante, durante la tormenta que se desató poco después de la batalla se desataron estos mismos cabos, haciendo que la nave acabara a la deriva en dirección a Cádiz. La fragata HMS Phoebe se encargó de no dejarla escapar y recogerla atándole nuevos cabos y traspasando carpinteros de su equipo a la nave francesa para tapar las vías de agua. Finalmente, el 26 de octubre hacía su entrada en Gibraltar remolcado por el HMS Polyphemus.

## Regreso a laRoyal Navy
Reparado en los astilleros de Gibraltar, regresó a Inglaterra en 1806, colocándose bajo el mando del capitán George Digby. No obstante, con una gran diferencia. Para evitar la confusión con el nuevo barco de la Royal Navy que había recogido el nombre de Swiftsure de su antecesor después de caer en manos francesas, y había luchado como tal en Trafalgar en la escuadra de Nelson, el original HMS Swiftsure volvía a la Marina Real con el nombre de HMS Irresistible. Realizó sus últimas operaciones con el capitán George Fowke hasta 1809, año en que es reconstruido como prisión flotante atracada en el astillero de Chatham. Se mantuvo en este uso secundario hasta 1816, año en que se desguaza definitivamente.